# اسپرینگ هیل، شهرستان چاکتاو، آلاباما
اسپرینگ هیل (به انگلیسی: Spring Hill) یک منطقهٔ مسکونی در ایالات متحده آمریکا است که در شهرستان چاکتاو، آلاباما واقع شده‌است. اسپرینگ هیل ۱۱۰٫۹۵ متر بالاتر از سطح دریا واقع شده‌است.